# Askari Mohammadian
Askari Mohammadian, persisch عسکری محمديان, (* 2. März 1963 in Sari) ist ein ehemaliger iranischer Freistilringer und derzeitiger Trainer. Er nahm an den Olympischen Sommerspielen 1988 in Seoul und den Olympischen Sommerspielen 1992 in Barcelona teil.
Askari Mohammadian feierte seine größten internationalen Erfolge mit zwei Silbermedaillen, die er bei seinen beiden Olympiateilnahmen 1988 in Seoul im „Bantamgewicht (57 kg)“ und 1992 in Barcelona im „Federgewicht (62 kg)“ gewann.
Weitere Erfolge Mohammadians sind der Gewinn der Silbermedaille im „Bantamgewicht (57 kg)“ bei den Ringer-Weltmeisterschaften 1989 in Martigny, eine Gold- (Asienspiele 1986 in Seoul) und Silbermedaille (Asienspiele 1982 in Neu-Delhi) bei den Asienspielen und eine Gold- und Silbermedaille, die er bei den Asienmeisterschaften der Jahre 1983 in Teheran und 1989 in Oarai errang.
Askari Mohammadian ist zurzeit als Trainer tätig.